# 奥出屋運送
奥出屋運送株式会社は（おくでやうんそう）は、岡山県久米郡美咲町に本社を置く総合物流会社である。

## 沿革
- 1964年6月 - 奥出屋運送設立。
- 1968年6月 - 奥出屋運送株式会社として法人化。
- 1970年8月 - 本社を岡山県久米郡中央町（現美咲町）打穴中1033-1に移転。
- 2002年6月 - 厚木営業所を開設。
- 2006年10月 - 福岡営業所を開設。
- 2008年12月 - 西日本物流センターとして津山市（久米産業団地内）に2000坪の倉庫を新設。
- 2010年3月 - 美咲観光バス（一般貸切旅客自動車運送事業）開始。
- 2016年5月 - 「美咲観光」として旅行業登録。
- 2019年7月 - 美咲タクシー（一般乗用旅客自動車運送事業）開始。

## 本社・営業所・倉庫
- 本社
  - 岡山県久米郡美咲町打穴中1030番地1

### 営業所
- 岡山営業所
  - 岡山県岡山市北区富原3808番地
- 厚木営業所
  - 神奈川県厚木市岡田3134 マイビル5F
- 福岡営業所
  - 福岡県三井郡大刀洗町甲条1168番地
- 倉敷営業所
  - 岡山県倉敷市玉島乙島新湊8256-64
- 鳥取営業所
  - 鳥取県八頭郡八頭町船岡959-5

### 倉庫
- 西日本物流センター
  - 岡山県津山市くめ字団地50-78

## 貸切バス事業・タクシー事業
岡山県久米郡美咲町を拠点に貸切バス事業・タクシー事業を展開するほか、美咲町・赤磐市でスクールバスの受託運行を行っている。
- 観光事業部：美咲観光バス・美咲タクシー
  - 岡山県久米郡美咲町打穴中1030番地1
- 美咲観光バス赤磐営業所
  - 岡山県赤磐市下市115番地2